# Gryonne
Die Gryonne ist ein rund 15 km langer rechter Nebenfluss der Rhone im Schweizer Kanton Waadt. Sie entwässert einen Abschnitt der Waadtländer Alpen. Das Einzugsgebiet der Gryonne hat eine Fläche von etwa 37 km².
Die Quelle der Gryonne befindet sich auf ungefähr 1700 m ü. M. unterhalb einer Felswand am Westhang des 2789 m hohen Culan, der zum Massiv der Les Diablerets gehört. Sie liegt exakt auf der Grenze der Gemeinden Ollon und Gryon südöstlich des Passübergangs Col de la Croix. Die Gryonne fliesst nach Westen durch die Weiden der Alp Coufin und tieft sich dann in ein dicht bewaldetes, schwer zugängliches Tal ein, das die Terrasse von Villars-sur-Ollon im Norden von der Höhe von Gryon im Süden trennt.
Im Mittellauf überwindet die Gryonne eine Höhendifferenz von fast 700 m auf einer Streckenlänge von 5 km, was einem mittleren Gefälle von 14 % entspricht. So erreicht der Wildbach zwischen Ollon und Bex das Rhonetal, an dessen östlichem Rand er im Lauf der Zeit einen grossen Schwemmkegel aufgeschüttet hat. Auf der Höhe von Monthey mündet die Gryonne auf 395 m ü. M. in die Rhône.
Die Gryonne ist durch ein nivales Abflussregime geprägt. Von den umgebenden Hängen fliessen der Gryonne mehrere kurze Seitenbäche zu. Der grösste davon ist die Petite Gryonne, die in der Arena oberhalb von Villars-sur-Ollon entspringt. Der Oberlauf der Gryonne ist noch weitgehend in natürlichem Zustand erhalten. Entlang des Mittellaufs wurden an den Steilstellen Wildbachverbauungen errichtet, um die Talsohle zu fixieren und die Tiefenerosion sowie die Geröllführung einzudämmen. Kanalisiert, begradigt und mit Schwellen versehen wurde die Gryonne im Unterlauf ab dem Eintritt ins Rhonetal. Als Massnahme für den Schutz der Wohngebiete vor Hochwassern wurden Dämme errichtet.